# Hakkapeliitta

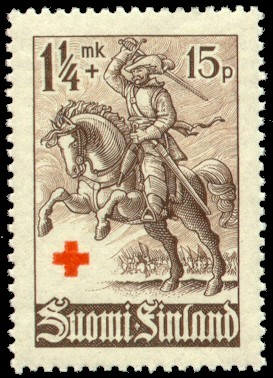
Selo postal de 1940 representando um soldado hakkapeliitta finlandês.

Hakkapeliitta (no plural finlandês, hakkapeliitat) é um termo historiográfico usado para designar um tipo de soldado finlandês que lutava como cavalaria a serviço do rei Gustavo II Adolfo da Suécia durante a Guerra dos Trinta Anos (1618-1648). Hakkapeliitta é uma modificação finlandesa do século XIX de um nome contemporâneo dado por estrangeiros no Sacro Império Romano-Germânico e escrito de várias formas como Hackapelit, Hackapelite, Hackapell, Haccapelit ou Haccapelite. Esses termos foram baseados no grito de guerra finlandês hakkaa päälle (em sueco: hacka på), comumente traduzido como "ataque-os!"
A cavalaria hakkapeliitta foi usada pela primeira vez durante as Guerras Polaco-Suecas do final do século XVI. No início do século XVII, a cavalaria liderada pelo marechal de campo Jacob De la Gardie participou de campanhas contra a Polônia e a Rússia. Os homens da cavalaria Hakkapeliitta liderados pelo marechal de campo Gustaf Horn foram vitais para as vitórias suecas na Alemanha durante a Guerra dos Trinta Anos.
A marcha militar finlandesa Hakkapeliittain Marssi recebeu esse nome em homenagem a essas unidades militares.[carece de fontes?]

## Táticas
Os Hakkapeliitta eram uma cavalaria finlandesa bem treinada, especializada em ataques repentinos, incursões, exploração e reconhecimento em força. Sua principal vantagem era sua capacidade de realizar cargas. Eles normalmente usavam uma espada, um capacete e uma armadura feita de couro ou aço. Eles atacavam a galope, disparavam com uma pistola a vinte passos e outra vez com uma segunda pistola a cinco passos para depois desembainhar a espada. O próprio cavalo era usado como outra arma, para pisotear a infantaria inimiga.
Os cavalos usados pelos Hakkapeliitta eram os ancestrais dos modernos cavalos finlandeses; eles eram fortes e duráveis.

## Organização
O exército sueco tinha então três regimentos de cavalaria da Finlândia:
- Regimento de Cavalaria do Condado de Nyland e Tavastehus (em sueco: Nylands och Tavastehus läns kavalleriregemente)
- Regimento de Cavalaria do Condado de Åbo e Björneborg (Åbo och Björneborgs läns kavalleriregemente)
- Regimento de Cavalaria do Condado de Viborg e Nyslott (Viborgs och Nyslotts läns kavalleriregemente)

Seu comandante mais famoso foi Torsten Stålhandske (sobrenome que significa "luva de aço" em sueco), que foi contratado como tenente-coronel no Regimento de Cavalaria de Nyland e Tavastehus em 1629 e o liderou pela primeira vez na Guerra dos Trinta Anos.
Os regimentos provinciais originais (landskapsregementen) foram criados dividindo os antigos grandes regimentos (Storregementen, também chamados de "regimentos de terra" (landsregementen), organizados pelo rei Gustavo II Adolfo no final da década de 1610, formando 21 regimentos de infantaria e oito de cavalaria, conforme previsto pela Constituição sueca de 1634.

## Batalhas famosas

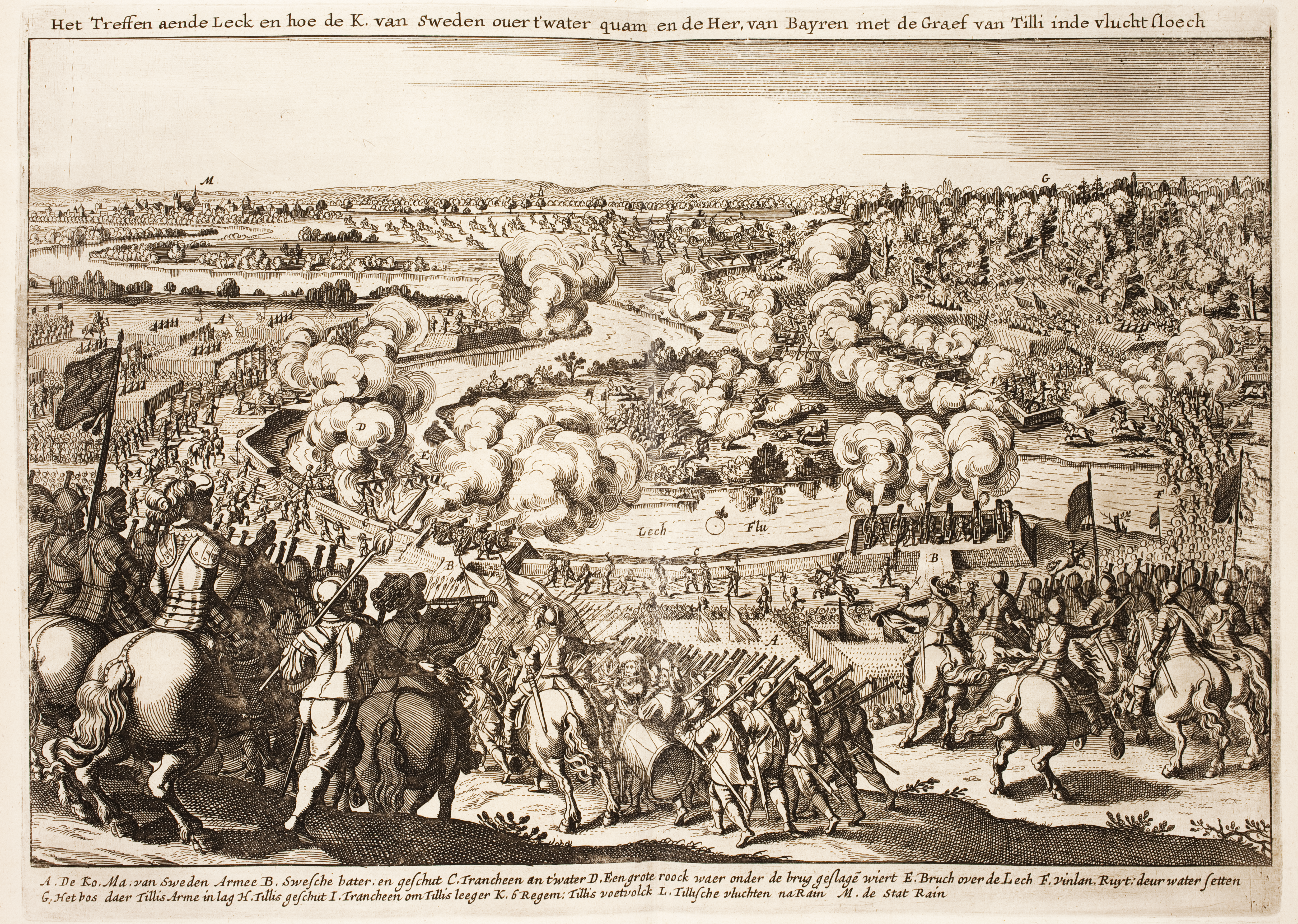
Cavalaria finlandesa atravessando o Rio Lech durante a Batalha de Rain, durante a Guerra dos Trinta Anos em 1632.

As mais famosas batalhas travadas pelos hakkapeliitta ocorreram na Alemanha durante a Guerra dos Trinta Anos, foram:
- Breitenfeld em 1631
- Rain em 1632
- Lützen em 1632
- Nördlingen em 1634
- Leipzig em 1642 (também conhecida como Segunda Batalha de Breitenfeld ou Primeira Batalha de Leipzig)
- Jankau em 1645
- Lens em 1648

200 hakkapeliittas também faziam parte do exército que o rei Carlos X Gustavo da Suécia liderou através dos estreitos dinamarqueses no inverno de 1658, o que lhe permitiu conquistar a Escânia da Dinamarca pelo Tratado de Roskilde.
Muitos soldados finlandeses serviram sob o Império Sueco. Durante a era do Império Sueco do século XVII, a cavalaria finlandesa era constantemente usada na Alemanha, Boêmia, Polônia e Dinamarca. Partes da cavalaria estavam estacionadas na Estônia e Livônia.
Aulis J. Alanen descreveu a cavalaria finlandesa:
"Nossos hakkapelitas [finlandeses] não são representantes elegantes. Devo mencionar um desfile das tropas de Gustavo Adolfo na Guerra dos Trinta Anos, ainda na vida do rei. No início, desfilaram os regimentos mercenários em seus uniformes azuis, amarelos, verdes etc. Então eles passaram, vestidos com rédeas consertadas com casca de bétula e barbante, com as pernas penduradas nos cavalos pequenos e desajeitados, arrastando suas espadas no chão, com as bochechas afundadas e olhos sérios. Quando o embaixador neerlandês perguntou quem eles eram, o último cavaleiro, um gordo quartel-mestre alemão no comando respondeu com orgulho: "A guarda real, pärkkele!".[carece de fontes?]

## Na cultura popular
- No jogo eletrônico Civilization V, os hakkapeliitta são uma das duas unidades únicas da civilização sueca, substituindo o lanceiro genérico.
- No jogo eletrônico Empire: Total War, quando o jogador seleciona o Reino da Suécia, ele recebe uma unidade hakkapeliitta e pode recrutar mais uma se houver um governador militar na Finlândia.
- Mercenários hakkapellittas podem ser contratados se jogar com a civilização neerlandesa no jogo eletrônico Age of Empires III.